# Ај (Сома)
Ај (фр. Hailles) насеље је и општина у североисточној Француској у региону Пикардија, у департману Сома која припада префектури Амјен.
По подацима из 2011. године у општини је живело 429 становника, а густина насељености је износила 84,62 становника/km². Општина се простире на површини од 5,07 km². Налази се на средњој надморској висини од 35 метара (максималној 110 m, а минималној 32 m).

## Демографија
| 1962. | 1968. | 1975. | 1982. | 1990. | 1999. | 2011. |
| ----- | ----- | ----- | ----- | ----- | ----- | ----- |
| 226   | 236   | 219   | 263   | 319   | 332   | 429   |

График промене броја становника у току последњих година